# Aquila spilogaster
Aquila spilogaster sau acvila pătată africană este o pasăre răpitoare mare aparținând familiei Accipitridae. Picioarele acoperite cu pene o marchează ca membru al subfamiliei Aquilinae. Se găsește în Africa subsahariană.

## Taxonomie
Specia a fost descrisă științific pentru prima dată în 1850 de ornitologul francez Charles Lucien Bonaparte, care i-a dat numele Spizaetus spilogaster. Nu se disting subspecii. Epitetul speciei este o combinație de cuvinte din greaca veche σπιλος spilos „pată” și γαστηρ gastēr, γαστρος gastros „burtă”.

## Distribuție
Aria de distribuție se extinde de la Senegambia la Eritreea, Etiopia, Somalia și mai la sud la Namibia, Botswana și nord-estul Africii de Sud.

## Comportament

### Hrană
Acvila pătată africană este un prădător neobișnuit de agresiv și îndrăzneț. Picioarele puternice sunt principala lor armă de vânătoare. Atunci când prada este reperată, acvila pornește într-o cursă la joasă înălțime. Deși s-a afirmat că zborul lor este „silențios”, probabil că ar fi mai corect să spunem că acvila efectuează un zbor cu fluturare minimă pentru a nu alerta prada de apropierea lor. Adesea, așteaptă în apropierea zonelor în care se concentrează prada, cum ar fi ochiurile de apă și printre copacii riverani pentru ca păsările să vină să bea, sau lângă luminișurile pe care păsările le traversează frecvent. Sunt capabili uneori să prindă păsări în zbor, dar de obicei preferă să le prindă la sol și pot forța prada aviară interceptată în aer să revină la sol. Adesea, păsările sunt capturate chiar în momentul în care aterizează. În unele cazuri, prada poate fi urmărită, chiar și pe jos, în tufișuri.
Perechile de acvile pătate africane vânează adesea împreună și în aceste circumstanțe par să se angajeze într-o cooperare deliberată, unul distragând atenția prăzii, celălalt lovind. Un acvilă pătată africană antrenată poate ucide în mod obișnuit iepuri europeni (Lepus europaeus) în greutate de aproximativ 4 kg, iar o acvilă de aproximativ 1,420 kg ucide o pisică domestică mascul mare (Felis catus) de aproximativ 4,3 kg. Cu toate acestea, este clar că acvilele sălbatice se concentrează de obicei asupra unor prăzi mult mai mici. Prăzile tipice ale acvilei africane tind să fie păsări de mărime medie spre mare și mamifere de mărime mică spre medie. Prăzile mai puțin obișnuite pot include reptile și insecte.

### Reproducere
Această specie este de obicei foarte monogamă și este destul de tipic ca adulții să se împerecheze pe viață. Sezonul de reproducere are loc din octombrie până în aprilie la nord de ecuator, în timp ce în Gambia este în februarie-iunie. În Africa de Est, sezonul de cuibărit este adesea în aprilie-ianuarie.ref name= Ferguson-Lees/> În Uganda, depunerea ouălor a fost raportată în perioada septembrie-noiembrie. În Botswana și în nord-estul Africii de Sud, sezonul de cuibărit este oarecum variabil, fiind înregistrat între aprilie și octombrie, depunerea ouălor atingând apogeul în iunie. În cele din urmă, cuibăritul este sincronizat cu sezonul uscat regional.
Cuibul tinde să fie o structură foarte consistentă, asemănătoare unei platforme, formată din bețe mari. De obicei, este situat în furca principală sau pe o ramură laterală a unui copac mare. Înălțimea cuibului a fost înregistrată ca fiind între 4 și 36 metri deasupra solului, în general situându-se undeva între 9 și 13 metri. În Africa de Sud, un cuib situat la o înălțime de 4,2 m a fost considerat neobișnuit de jos. Speciile obișnuite de copaci folosite drept cuiburi sunt Acacia, Adansonia, Khaya, Terminalia și Eucalyptus. Destul de des, copacii de cuib sunt localizați în zonele riverane. Cuibul în sine are de obicei o adâncime de 50 până la 80 cm sau uneori mai mult, uneori peste 1,25 metri cu adăugiri repetate. Cupa interioară a cuibului este de aproximativ 25 până la 30 cm, iar diametrul total al cuibului este de până la aproximativ 1 metru.
Femela depune de obicei 2 ouă. Mai rar, poate fi depus un cuib de 1 până la 3 ouă. În Zambia, 46% dintre cuiburi au avut un ou, iar restul au avut 2 ouă într-un eșantion de 13 cuiburi. Cu toate acestea, în Malawi, 80% din cele 15 cuiburi au avut două ouă și restul de 20% au avut unul. Ouăle au o culoare de fond alb-cretă cu marcaje foarte variabile de culoare roșu ruginiu tern. Puii abia ieșiți din ou sunt acoperiți cu puf gri închis, cu puf albicios pe abdomen și coapse, cu picioare galben mat. Primul strat de puf gri face loc unui al doilea strat mai gros și mai alb, iar până la 2 săptămâni doar capul și spatele mai au puf gri. La vârsta de 5 săptămâni penajul este bine dezvoltat.

## Galerie

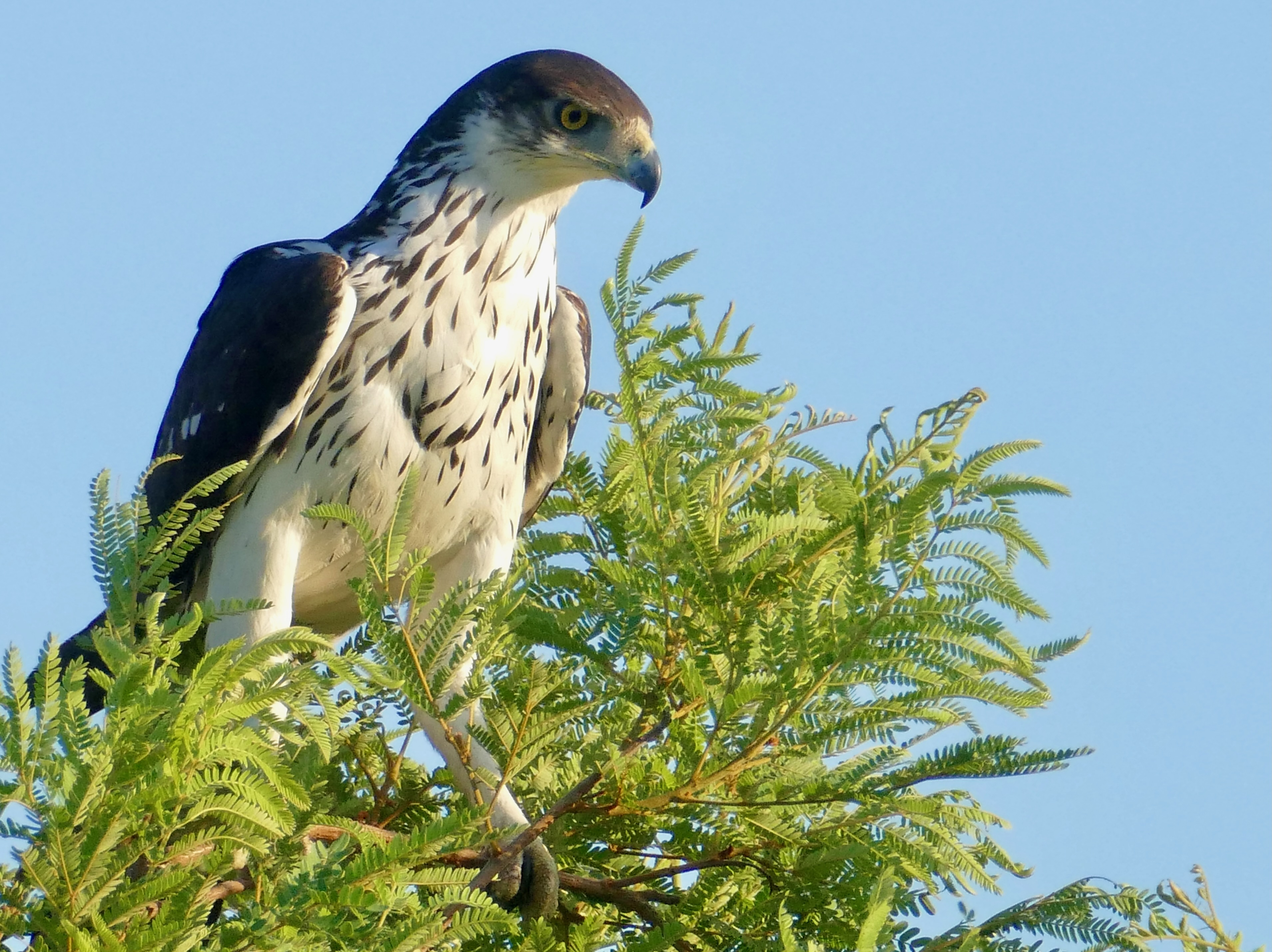
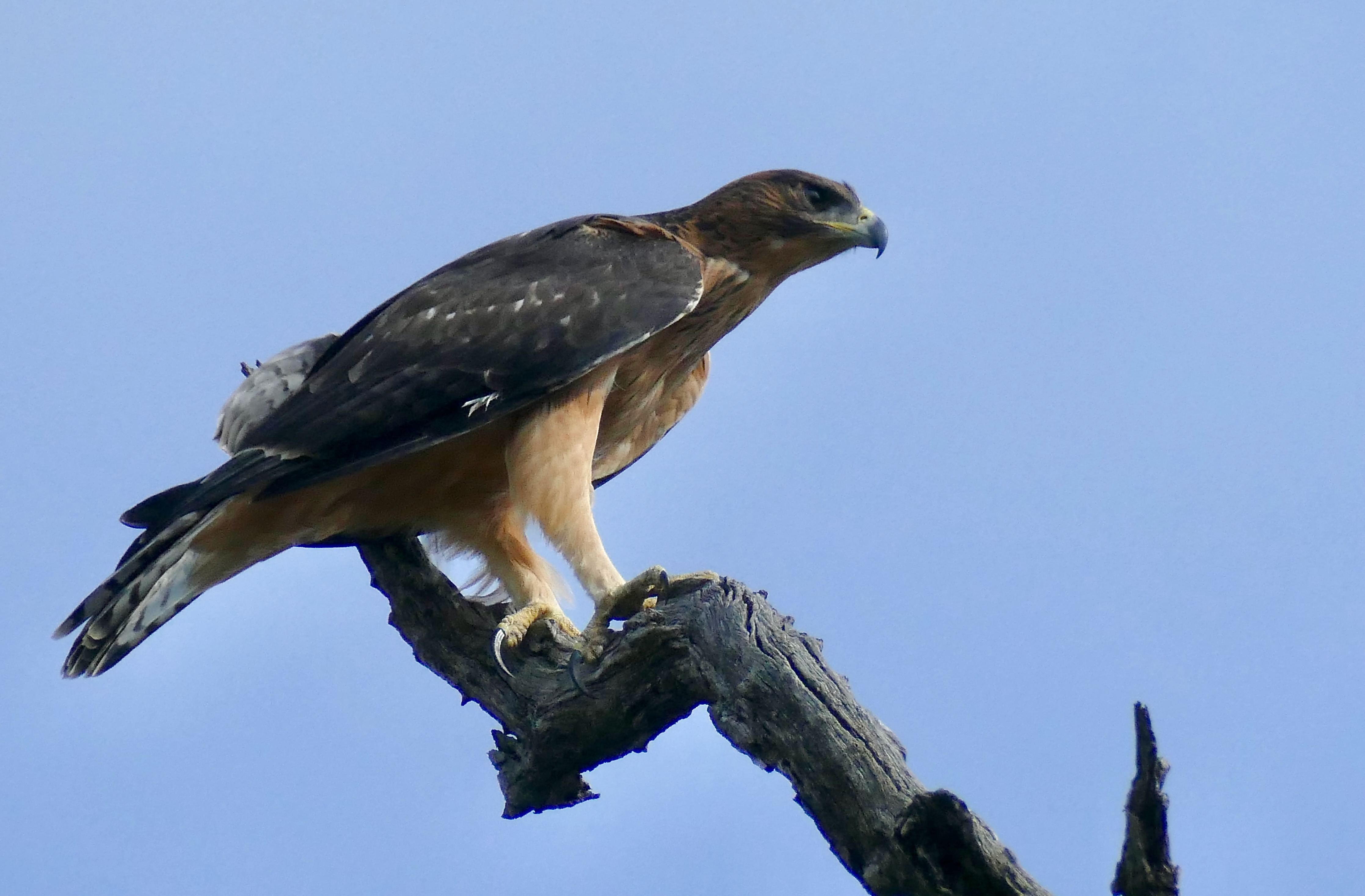
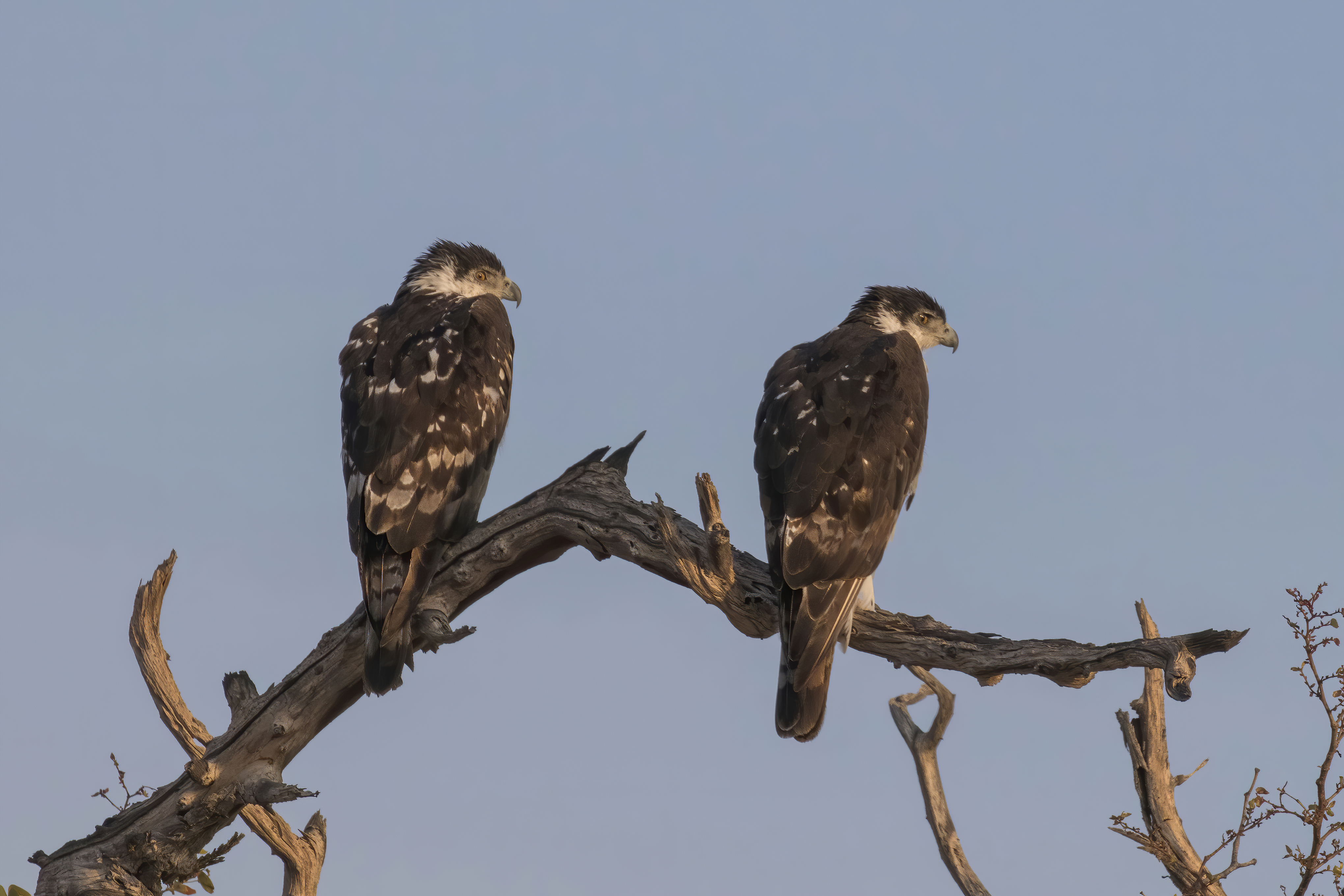